# Trichocyphus
Trichocyphus är ett släkte av skalbaggar. Trichocyphus ingår i familjen vivlar.
Kladogram enligt Catalogue of Life:
| Trichocyphus | \| \| Trichocyphus curvispinis \| \| \| \| \| \| Trichocyphus formosus \| \| \| \| \| \| Trichocyphus humeridens \| \| \| \| |
|              | \| \| Trichocyphus curvispinis \| \| \| \| \| \| Trichocyphus formosus \| \| \| \| \| \| Trichocyphus humeridens \| \| \| \| |
|              | Trichocyphus curvispinis |
|              | |
|              | Trichocyphus formosus |
|              | |
|              | Trichocyphus humeridens |
|              | |